# Evan Gattis
James Evan Gattis (Dallas, 18 agosto 1986) è un ex giocatore di baseball statunitense.

## Primi anni di vita
Gattis è nato a Dallas, in Texas, il 18 agosto 1986. È cresciuto a Farmers Branch, in Texas, e ha iniziato a giocare a baseball all'età di sei anni. I suoi genitori divorziarono quando lui aveva otto anni e all'età di 15 si trasferì a Forney, in Texas. Impegnato a giocare a baseball, Gattis non ha mai processato il divorzio dei suoi genitori.
Gattis ha giocato per i Dallas Tigers, una delle principali squadre amatoriali nell'area metropolitana di Dallas. Rimbalzava da una scuola superiore all'altra, giocando sotto diversi allenatori.
Proiettato come una potenziale scelta al draft nei primi otto round del draft 2004, Gattis è andato invece al college. La Rice University ha offerto a Gattis una borsa di studio, ma invece ha scelto Texas A&M. Tuttavia, il divorzio dei suoi genitori e l'ansia derivata dalla paura di fallire al college di baseball hanno portato Gattis ad abusare di alcol e marijuana.
Invece di andare al college, sua madre lo ha ricoverato in una struttura di riabilitazione dalla droga per una degenza di 30 giorni. Poi è andato a Prescott, in Arizona, dove ha avuto tre mesi di terapia ambulatoriale mentre viveva in una casa di cura.
Dopo aver completato la riabilitazione, Gattis si iscrisse al Seminole State College, un college per ragazzi a Seminole, in Oklahoma, dopo aver ricevuto una telefonata di reclutamento dall'allenatore della squadra. Gattis ha preso una maglia rossa durante il suo anno da matricola e ha giocato per metà della stagione nel 2006. Un infortunio al ginocchio ha portato Gattis a lasciare il baseball e ad abbandonare il college.
Dopo aver lasciato il college, Gattis ha ottenuto un lavoro come parcheggiatore a Dallas. In seguito fece visita a sua sorella a Boulder, in Colorado, e decise di risiedervi. Dopo aver venduto il suo camion, ha lavorato in una pizzeria e in una località di montagna. Depresso, incapace di dormire e con pensieri suicidi, Gattis è stato ricoverato in un reparto psichiatrico per una settimana nell'estate del 2007, dove è risultato positivo per depressione clinica e disturbo d'ansia. Fu salvato sotto la cura di suo padre.
Dopo aver vissuto in Colorado per sette mesi, Gattis è tornato a Dallas e ha vissuto con suo fratello, dove entrambi hanno lavorato come bidelli per un servizio globale. Lì incontrò un consigliere spirituale e, su consiglio di lei, la seguì a Taos, nel New Mexico. Una volta lì, ha vissuto in un ostello e ha lavorato in una stazione sciistica. Tre mesi dopo, si trasferì in California per trovare altri guru spirituali. Gattis si è anche trasferito nel Wyoming, dove ha lavorato al Parco Nazionale di Yellowstone.

## Carriera

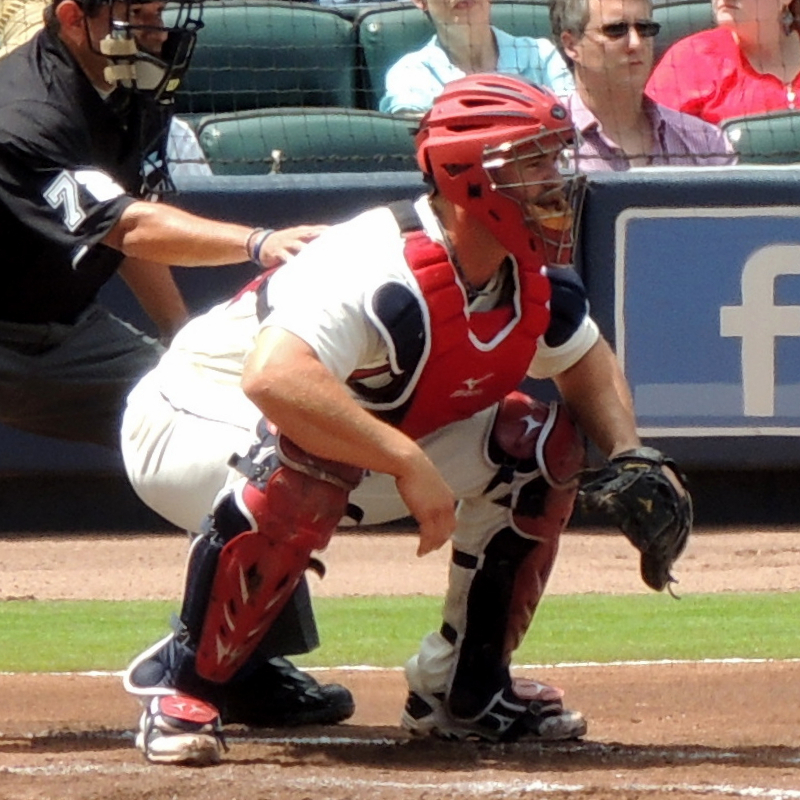
Gattis in tenuta da ricevitore con Braves nel 2013

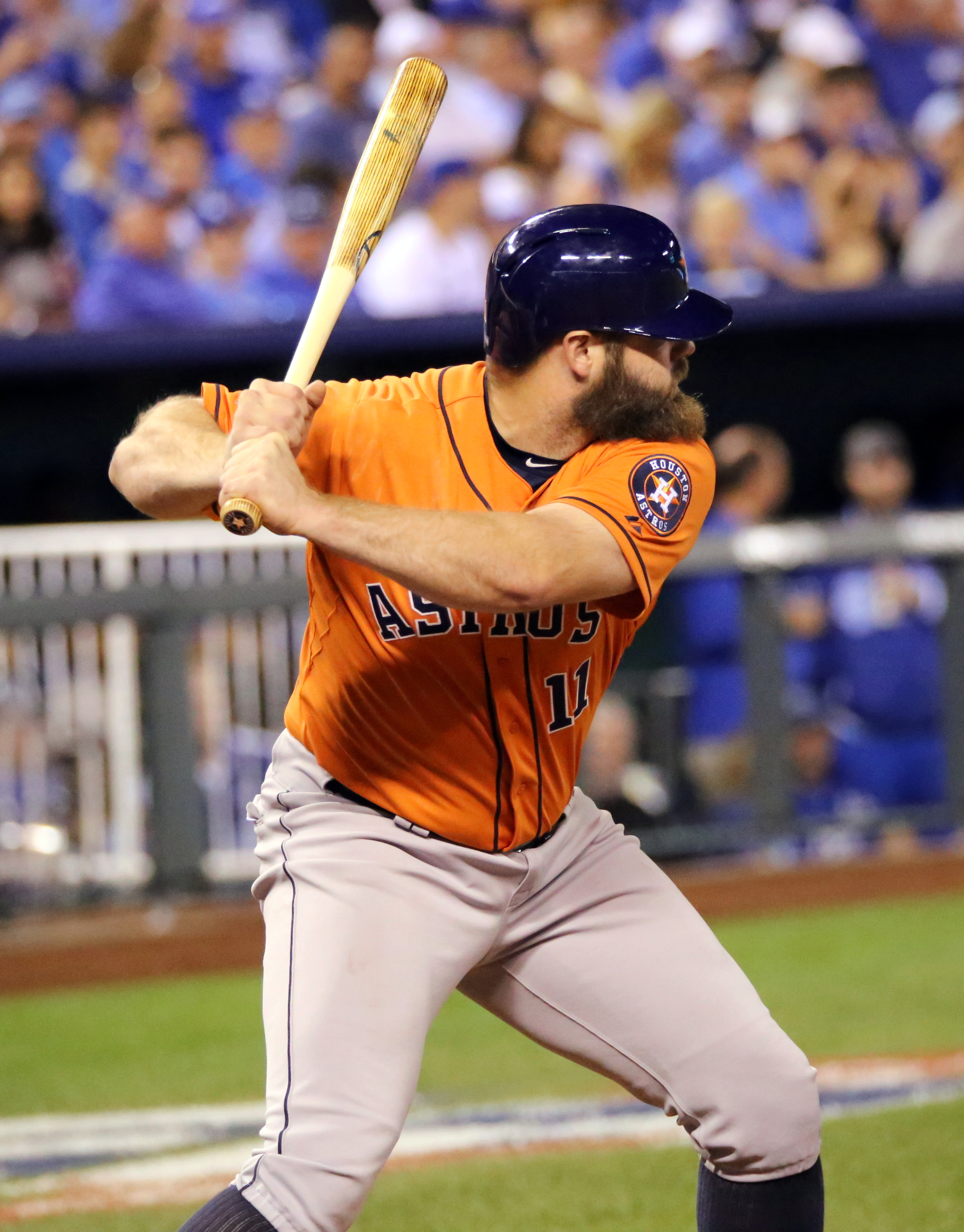
Gattis con gli Astros nel 2015

### Inizi e Minor League
Gattis è nato a Dallas, Texas ma è cresciuto a Farmers Branch, una cittadina confinante a nord. Iniziò a giocare a baseball all'età di 6 anni. All'età di 15 anni si trasferì a Forney, nella limitrofa contea di Kaufman. Si diplomò alla Bishop Lynch High School di Dallas, e si iscrisse alla University of Texas of the Permian Basin di Odessa, Texas, da dove venne selezionato nel 23º turno del draft MLB 2010 dagli Atlanta Braves, che lo assegnarono nella classe Rookie. Nel 2011 giocò l'intera stagione nella classe A, e nel 2012 giocò principalmente nella Doppia-A e nella classe A-avanzata, con qualche apparizione nella classe Rookie.

### Major League
Debuttò nella MLB il 3 aprile 2013, al Turner Field di Atlanta contro i Philadelphia Phillies. Nel corso della stagione venne premiato come miglior rookie della National League del mese nei mesi di aprile e maggio, diventando il primo giocatore a vincere tale premio per due mesi consecutivi da Jason Heyward nel 2010. A fine anno si classificò settimo nel premio di rookie dell'anno della National League.
Dopo essere stato il ricevitore primario dei Braves nel 2014, Gattis fu scambiato assieme a James Hoyt con gli Houston Astros per Mike Foltynewicz, Andrew Thurman e Rio Ruiz il 14 gennaio 2015. Nel 2017 il club esercitò un'opzione da 5,2 milioni di dollari per farlo rimanere con la squadra in quella stagione. Quell'anno disputò 84 gare con una media battuta di .263, 12 fuoricampo e 55 RBI. Houston vinse la propria division con un record di 101-61, giungendo fino alle World Series 2017 contro i Los Angeles Dodgers dove conquistò il primo titolo in 56 anni di storia. Gattis divenne free agent al termine della stagione 2018.
Il 22 ottobre 2019, Gattis dichiarò di non essere più interessato a cercare altre opportunità di rientro nel baseball professionistico. Il 30 marzo 2020, confermò ufficialmente il ritiro dal baseball agonistico.

## Palmarès

### Club
- World Series: 1

Houston Astros: 2017

### Individuale
- Esordiente del mese della National League: 2

aprile e maggio 2013
- Giocatore della settimana dell'American League: 1

17 giugno 2018